# Tressower See
Der Tressower See ist ein 62 Hektar großes Stillgewässer auf dem Gebiet der Gemeinden Bobitz und Gägelow im Landkreis Nordwestmecklenburg in Mecklenburg-Vorpommern. Im Nordwesten grenzt der See an das Gemeindegebiet Plüschow. 
Der See, der etwa 1950 Meter lang und maximal etwa 460 Meter breit ist, liegt  nördlich von Tressow, einem Ortsteil der Gemeinde Bobitz, und östlich von Meierstorf, einem Ortsteil der Gemeinde Upahl. Das Gewässer ist über 10 Meter tief. Er entwässert Richtung Westen über den Poischower Mühlenbach zur Stepenitz.
Unweit nördlich verläuft die B 105 und unweit östlich die Landesstraße L 12.